# سیاه‌کاج زیردارمرز
سیاه‌کاج زیردارمرز (نام علمی: Larix lyallii) نام یک گونه از سرده سیاه‌کاج است.